# GSTO2
GSTO2 (англ. Glutathione S-transferase omega 2) – білок, який кодується однойменним геном, розташованим у людей на короткому плечі 10-ї хромосоми. Довжина поліпептидного ланцюга білка становить 243 амінокислот, а молекулярна маса — 28 254.
| 10         |  | 20         |  | 30         |  | 40         |  | 50         |
| ---------- |  | ---------- |  | ---------- |  | ---------- |  | ---------- |
| MSGDATRTLG |  | KGSQPPGPVP |  | EGLIRIYSMR |  | FCPYSHRTRL |  | VLKAKDIRHE |
| VVNINLRNKP |  | EWYYTKHPFG |  | HIPVLETSQC |  | QLIYESVIAC |  | EYLDDAYPGR |
| KLFPYDPYER |  | ARQKMLLELF |  | CKVPHLTKEC |  | LVALRCGREC |  | TNLKAALRQE |
| FSNLEEILEY |  | QNTTFFGGTC |  | ISMIDYLLWP |  | WFERLDVYGI |  | LDCVSHTPAL |
| RLWISAMKWD |  | PTVCALLMDK |  | SIFQGFLNLY |  | FQNNPNAFDF |  | GLC        |

A: Аланін

C: Цистеїн

D: Аспарагінова кислота

E: Глутамінова кислота

F: Фенілаланін

G: Гліцин

H: Гістидин

I: Ізолейцин

K: Лізин

L: Лейцин

M: Метіонін

N: Аспарагін

P: Пролін

Q: Глутамін

R: Аргінін

S: Серин

T: Треонін

V: Валін

W: Триптофан

Кодований геном білок за функціями належить до оксидоредуктаз, трансфераз. 
Задіяний у такому біологічному процесі, як альтернативний сплайсинг. 